# Mikrosporidiose
Eine Mikrosporidiose oder Mikrosporidiasis ist eine Erkrankung verschiedener Lebewesen (Säugetiere, Insekten, Krebstiere und zahlreiche weitere Gruppen) durch Mikrosporidien (obligat intrazellulär sporenbildende Pilze). Beim Menschen besteht eine klinische Relevanz besonders bei HIV-Infektionen.
Zu den Mikrosporidien gehören zahlreiche Gattungen, von denen die meisten nur Tiere befallen. Beispiele von Krankheitsbildern der Mikrosporidiose sind Encephalitozoonose, Neonkrankheit und Nosemose.
Die Diagnostik erfolgt mittels histologischer Untersuchung.
In der Humanmedizin werden zur Behandlung von Mikrosporidiosen Albendazol sowie Fumagillin eingesetzt. Fumagillin, ein aus Aspergillus fumigatus gewonnener Stoff, ist in Frankreich zugelassen (Stand Juni 2010).